# Église Saint-Cyr-et-Sainte-Julitte de Saint-Cyr-les-Colons
Pour les articles homonymes, voir église Saint-Cyr-et-Sainte-Julitte.
L'église Saint-Cyr-et-Sainte-Julitte de Saint-Cyr-les-Colons est une église située à Saint-Cyr-les-Colons, en France.

## Localisation
L'église est située dans le département français de l'Yonne, sur la commune de Saint-Cyr-les-Colons.

## Historique
L'édifice est inscrit au titre des monuments historiques en 1995.